# Pruský král

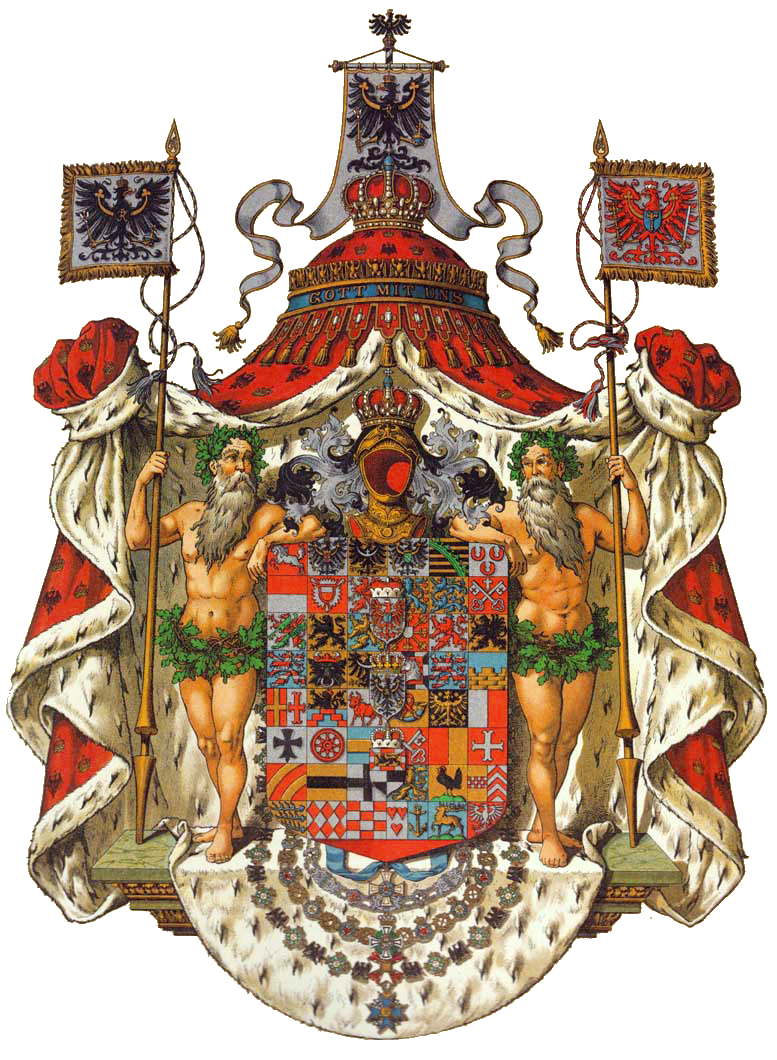
Znak pruských králů

Pruský král (ze začátku král v Prusku) byl titul vládců pruského království od roku 1701 do roku 1918. Prvním pruským králem neboli „králem v Prusku“ se stal 18. ledna 1701 syn Fridricha Viléma, braniborský kurfiřt a pruský vévoda Fridrich I., jenž založil později velmi mocné Pruské království.

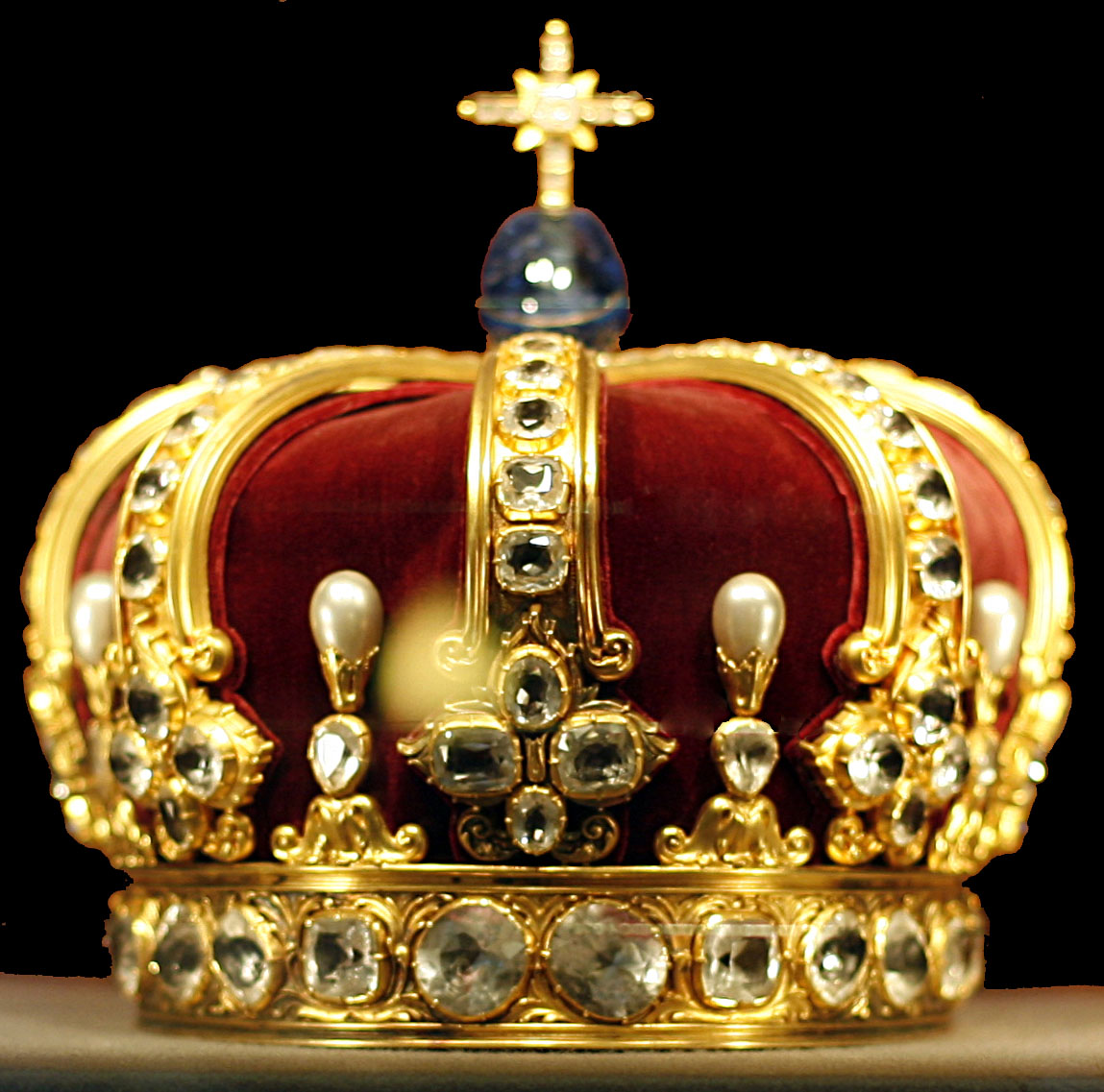
Pruská královská koruna

## Vznik Pruského království
Dosavadní  braniborský kurfiřt a pruský vévoda Fridrich III. se, se svolením polského krále a římskoněmeckého císaře, prohlásil „Králem v Prusku“ jako Fridrich I. Za závazek poskytnutí osmitisícového vojska pro válku o španělské dědictví dosáhl toho, že římskoněmecký císař svým korunním traktátem ze 16. listopadu 1700 povýšil pruské vévodství na království, jež však nebylo součástí římsko-německé říše. 

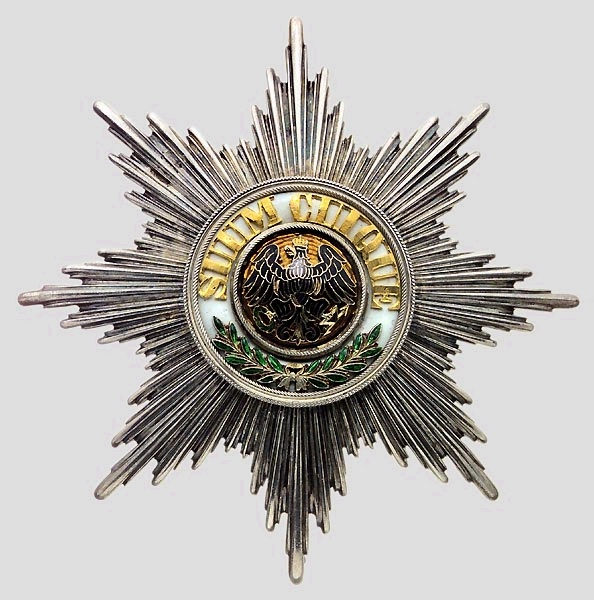
Řádová hvězda Řádu černé orlice

Přibližně ve stejnou dobu ovšem získal královský titul i hannoverský rod, který později získal královskou korunu Spojeného království v roce 1714 a saský kurfiřt Fridrich August I. Silný (z rodu Wettinů) získal roku 1697 titul polského krále, takže se královský titul stával pro Prusko (Braniborsko-Prusko) otázkou prestiže.
Protože však území Prus královských (pozdější Západní Prusko), ovládalo stále Polsko, nemohl se Fridrich III. označovat titulem pruský král (König von Preußen), ale nosil titul král v Prusku (König in Preußen).
Korunovaci předcházelo založení Řádu Černé orlice. 18. ledna 1701 Fridrich III. byl korunován v Královci za okázalé ceremonie, při níž sám vložil korunu na hlavu svou a své ženy a až poté se nechal pomazat.
V letech 1772–1795 se pak Prusko zúčastnilo trojího dělení Polska a získalo tak rozsáhlá území na východě, mezi nimiž měly pro Prusko největší význam právě tzv. Prusy Královské (pozdější Západní Prusko). Tehdejší „král v Prusku“ Fridrich II. Veliký se tedy již tituloval jako „pruský král“. 
Za vlády kurfiřta Fridricha Viléma IV. (pruský král Fridrich Vilém III.) bylo do pruského království včleněno Braniborské kurfiřtství, čímž skončila personální unie Braniborska a Pruska.
Po sjednocení Německa roku 1871 se pruští králové stali dědičnými císaři německými.

## Seznam pruských králů

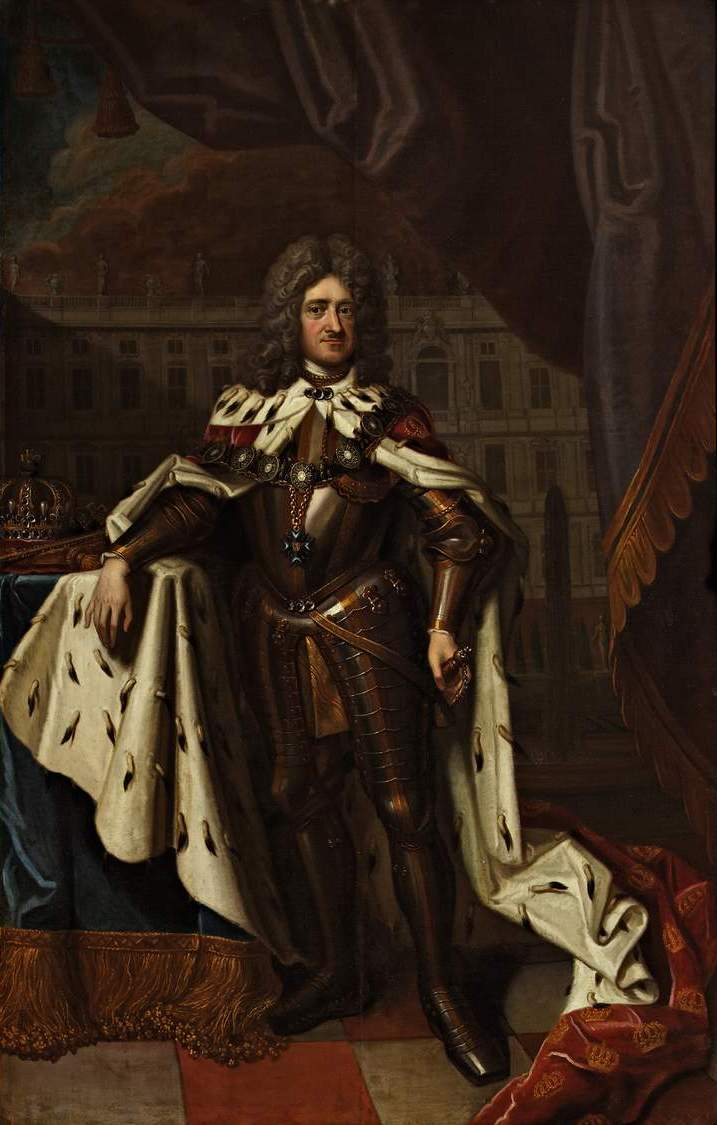
První král v Prusku Fridrich I.

Dynastie: Hohenzollernové

### Králové v Prusku
- Fridrich I.: 1701–1713
- Fridrich Vilém I. Král voják: 1713–1740

### Pruští králové
- Fridrich II. Veliký: 1740–1786
- Fridrich Vilém II.: 1786–1797
- Fridrich Vilém III.: 1797–1840
- Fridrich Vilém IV.: 1840–1861
- Vilém I.: 1861–1888 – od roku 1871 byl zároveň německým císařem.

### Pruští králové německými císaři
Od roku 1871 byli pruští králové zároveň německými císaři.
- Vilém I.: 1861–1888
- Fridrich III.: 1888–1888
- Vilém II.: 1888–1918